# Walter Huston

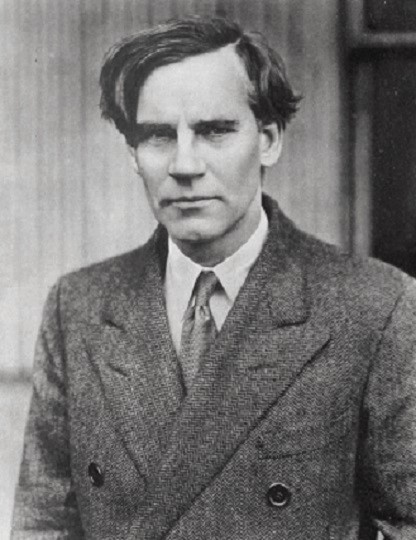
Walter Huston (1930)

Walter Huston, eigentlich Walter Houghston (* 5. April 1883 in Toronto, Ontario; † 7. April 1950 in Hollywood, Los Angeles, Kalifornien), war ein kanadischer Schauspieler, der als bedeutender Charakterdarsteller im amerikanischen Film und Theater galt. Unter Regie seines Sohnes John Huston gewann er 1949 den Oscar als bester Nebendarsteller für seine Rolle in Der Schatz der Sierra Madre.

## Leben
Walter Huston studierte zunächst Ingenieurwissenschaften, ehe er als Schauspieler Karriere machte. Bereits 1905 war er ein bekannter Name im Vaudeville und bekam erste Angebote, in New York aufzutreten. Im selben Jahr heiratete er die Journalistin Rhea Gore. Nach der Geburt seines Sohnes John Huston 1906 kehrte er vorübergehend der Bühne den Rücken und arbeitete als Kraftwerksingenieur. 1909 kehrte er zurück ins Vaudeville und rasch war er wieder ein erfolgreicher Entertainer. 1924 hatte er mit dem Stück Mr. Pitt endlich seinen Durchbruch als dramatischer Schauspieler. Kurz darauf wurde er für seine sensationelle Darstellung in Desire Under the Elms von Eugene O’Neill gefeiert.
Auf dem Höhepunkt seiner Broadway-Karriere schloss er sich 1929 dem Exodus gen Westen an, indem er in Hollywood sein Glück suchte. Auftritte in Gentlemen of the Press neben Kay Francis und als Abraham Lincoln in der gleichnamigen Filmbiografie von D. W. Griffith machten aus ihm einen bekannten Namen, wenn auch keinen der größten Hollywood-Stars. 1933 war er als US-Präsident in dem von William Randolph Hearst produzierten Film Zwischen heut und morgen zu sehen, der als Werbung für die Politik Franklin D. Roosevelts galt. Unzufrieden mit den Rollen, die er bekam, kehrte er zurück an den Broadway, wo er mit Dodsworth von Sinclair Lewis seinen bis dahin größten Erfolg feierte. In der Filmadaption Zeit der Liebe, Zeit des Abschieds wiederholte er 1936 unter der Regie von William Wyler seine Rolle als erfolgreicher Industrieller, der eine Lebenskrise bewältigen muss, nachdem er entdeckt hat, dass seine Frau (gespielt von Ruth Chatterton) ihn nicht mehr liebt. Für seine intensive Darstellung gewann Huston 1936 als bester Darsteller den Preis der New Yorker Filmkritiker.
Einen noch größeren Erfolg als Bühnenschauspieler hatte er 1938 in Kurt Weills Musical Knickerbocker Holiday, das aus dem Musical kommende Lied September Song wurde fortan zu einer Art Erkennungsmelodie für Huston. Seine Filmkarriere pendelte zwischen Hauptrollen und größeren Nebenrollen. Zu den Höhepunkten seiner Karriere zählen seine Auftritte als Teufel in Der Teufel und Daniel Webster, einer Adaption der gleichnamigen Erzählung von Stephen Vincent Benét unter der Regie von William Dieterle, und als Geliebter von Ona Munsons Figur in Josef von Sternbergs Spätwerk Abrechnung in Shanghai. In den 1940er-Jahren war er als Schauspieler an mehreren Propagandafilmen der Alliierten im Zweiten Weltkrieg beteiligt, darunter Botschafter in Moskau und The North Star, die jeweils ein eher romantisierendes Bild der stalinistischen Sowjetunion zeichneten. Auch wurde er als Erzähler einiger Kriegsdokumentarfilme verpflichtet. 1945 war er in der Agatha-Christie-Verfilmung Das letzte Wochenende als eine der Personen zu sehen, die auf eine einsame Insel gebracht und reihenweise getötet werden. 1949 gewann Walter Huston neben einem Golden Globe auch den Oscar als Bester Nebendarsteller für seine Darstellung eines erfahrenen Goldsuchers in dem Film Der Schatz der Sierra Madre unter der Regie seines Sohnes John Huston.
Kurz nach Beendigung der Dreharbeiten zu Die Farm der Besessenen, in dem er den Vater von Barbara Stanwyck spielte, verstarb der Schauspieler zwei Tage nach seinem 67. Geburtstag unerwartet an einer Herzerkrankung. Walter Huston begründete eine Hollywood-Dynastie, neben seinem Sohn sind oder waren die Enkel Tony, Anjelica und Danny Huston sowie sein Urenkel Jack Huston im Filmgeschäft aktiv.

## Filmografie
- 1929: The Carnival Man (Kurzfilm)
- 1929: The Bishop’s Candlesticks (Kurzfilm)
- 1929: Gentleman of the Press
- 1929: Two Americans (Kurzfilm)
- 1929: The Lady Lies
- 1929: Der Mann aus Virginia (The Virginian)
- 1930: Behind the Make-Up
- 1930: Abraham Lincoln
- 1930: The Bad Man
- 1930: The Virtuous Sin
- 1930: Das Strafgesetzbuch (The Criminal Code)
- 1931: How I Play Golf, by Bobby Jones No. 7: 'The Spoon' (Kurzfilm)
- 1931: The Star Witness
- 1931: The Ruling Voice
- 1931: Der Mannsteufel (A House Divided)
- 1931: The Woman from Monte Carlo
- 1932: Gesetz und Ordnung (Law and Order)
- 1932: The Beast of the City
- 1932: The Wet Parade
- 1932: Night Court
- 1932: Der Tag, an dem die Bank gestürmt wurde (American Madness)
- 1932: Kongo
- 1932: Rain
- 1933: Zwischen heut und morgen (Gabriel Over the White House)
- 1933: Die Hölle aus Stahl (Hell Below)
- 1933: Storm at Daybreak
- 1933: Ann Vickers
- 1933: Der Boxer und die Lady (The Prizefighter and the Lady)
- 1934: Keep 'Em Rolling
- 1935: The Tunnel
- 1936: Rhodes of Africa
- 1936: Zeit der Liebe, Zeit des Abschieds (Dodsworth)
- 1938: Of Human Hearts
- 1939: The Light That Failed
- 1941: Die Spur des Falken (The Maltese Falcon) (Gastauftritt)
- 1941: Der Teufel und Daniel Webster (All That Money Can Buy)
- 1941: In den Sümpfen (Swamp Water)
- 1941: Abrechnung in Shanghai (The Shanghai Gesture)
- 1942: Im Schatten des Herzens (Always in My Heart)
- 1942: Ich will mein Leben leben (In This Our Life) (Gastauftritt)
- 1942: Yankee Doodle Dandy
- 1943: Geächtet (The Outlaw)
- 1943: War Department Report (als Erzähler)
- 1943: Aufstand in Trollness (Edge of Darkness)
- 1943: Botschafter in Moskau (Mission to Moscow)
- 1943: The North Star
- 1943: For God and Country (als Erzähler)
- 1943: Report from the Aleutians (als Erzähler)
- 1943: Der 7. Dezember (December 7th)
- 1944: Drachensaat (Dragon Seed)
- 1944: Know Your Alley: Britain (als Erzähler)
- 1945: Das letzte Wochenende (And Then There Were None)
- 1946: Weißer Oleander (Dragonwyck)
- 1946: Duell in der Sonne (Duell in the Sun)
- 1948: Der Schatz der Sierra Madre (The Treasure of the Sierra Madre)
- 1948: Summer Holiday
- 1949: Der Spieler (The Great Sinner)
- 1950: Die Farm der Besessenen (The Furies)

## Auszeichnungen
- 1937: Oscar-Nominierung als bester Hauptdarsteller für Zeit der Liebe, Zeit des Abschieds
- 1937: New York Film Critics Circle Award als Bester Hauptdarsteller für Zeit der Liebe, Zeit des Abschieds
- 1942: Oscar-Nominierung als bester Hauptdarsteller für Der Teufel und Daniel Webster
- 1943: Oscar-Nominierung als bester Nebendarsteller für Yankee Doodle Dandy
- 1949: Oscar als bester Nebendarsteller für Der Schatz der Sierra Madre
- 1949: Golden Globe Award als Bester Nebendarsteller für Der Schatz der Sierra Madre
- 1949: National Board of Review Award als Bester Hauptdarsteller für Der Schatz der Sierra Madre